# Tityus ramirezi
Espèce
Tityus ramirezi est une espèce de scorpions de la famille des Buthidae.

## Distribution
Cette espèce est endémique du District capitale de Caracas au Venezuela.

## Étymologie
Cette espèce est nommée en l'honneur de Martín J. Ramírez.

## Publication originale
- Esquivel de Verde, 1969 : « Los alacranes del Valle de Caracas (Scorpionida). » Estudio de Caracas. Edición de la Biblioteca de la Universidad Central de Venezuela, no 1, p. 205-226.